# Dempsey és Makepeace (filmsorozat)
A Dempsey és Makepeace egy brit televíziós krimisorozat, amelyet az 1980-as évek közepén az LWT (London Weekend Television) készített az ITV számára. A sorozat készítője és producere Ranald Graham volt. A főszerepeket Michael Brandon (Dempsey hadnagy) és Glynis Barber (Makepeace őrmester) játszották.
Összesen 30 részt készítettek, amelyekben a rendőrpáros rablások, gyilkossági esetek, kábítószerrel és bűnbandákkal kapcsolatos nyomozásokban vett részt. Egy-egy epizód időtartama hozzávetőleg 50 perc. Magyarországon 1989-ben került adásba a sorozat, majd 2007/2008-ban a Story tv ismételte. A jeleneteket főleg Londonban és környékén vették fel, de az 1. évad 9. részben forgattak a Kentben található Chilham kastélyban is.
A sorozatot az Egyesült Királyságban 20 millióan nézték és összesen több mint 70 országban vetítették.

## Történet
A történet és a bevezető rész azzal kezdődött, hogy a New York-i zsaru, Dempsey hadnagy egy korrupciós ügyre való rálátása végett, a saját védelme érdekében Londonba kerül áthelyezésre. Dempsey a rendőri szakmában több éves tapasztalattal rendelkezik. Londonban új társat kap, mégpedig egy fiatal nőt, a szőke, Makepeace (Lady Harriet "Harry") őrmestert. Makepeace egy angol lord lánya, a nemességet és a nőiességet képviseli, míg a férfi párosa a macsó viselkedést testesíti meg a sorozatban. A munkájuk során ezen ellentétek ellenére egy nyomozópárosaként kerültek össze. Bár kezdetben mindkét fél vonakodik, de végül is jó csapatot alkotnak. Az SI 10 rendőri egység parancsnoka Gordon Spikings, akit Ray Smith (1936-1991) színész alakított. A film tipikusan az 1980-as évekre jellemző stílusjegyeket képviseli, a kor jellemzőivel, ami nem csak az akkori filmben bemutatott bűncselekmények felderítésében mutatkozik meg, hanem a díszletekben, vagy például Makepeace Ford Escort kabriójában is megjelenik. A sorozat vonzerejének nagy részét a főszereplők között lassan kialakuló románc adta, amelyet a két főszereplő közötti nyilvánvaló kémia tett lehetővé.

## A főbb szereplők
| színész         | filmbeli szerepe, karakter  | magyar szinkron          |
| Glynis Barber   | Harriet Makepeace őrmester  | Kovács Nóra              |
| Michael Brandon | James Dempsey hadnagy       | Harsányi Gábor           |
| Ray Smith       | Gordon Spikings főfelügyelő | Buss Gyula, Konrád Antal |
| Tony Osoba      | Chas Jarvis nyomozó         | Gáti Oszkár, Kálid Artúr |

## A főszereplők további élete
Glynis Barber 1955-ben született Dél-Afrikában, míg Michael Brandon (születési neve Michael Feldman) 1945-ben New York-ban született. A két színész a Dempsey és Makepeace sorozat forgatása során egymásba szerettek, majd 1989-ben össze is házasodtak. A fiúk, Alex 1992-ben született. A 2000-es éveket követően is volt rá példa, hogy közösen léptek színpadra, de a korábbi sorozat általi hírnevet és sikert nem tudták felülmúlni.  A színész házaspár 2025-ben a BBC Celebrity Antiques Road Trip című műsorában szerepel együtt, ahol a nézők bepillantást nyerhetnek az életükbe.

## A sorozat részei
A sorozatot az Egyesült Királyságban eredetileg 1985. január 11. és 1986. november 1. között sugározta az ITV.
| Évad, részek     | Bemutató időpontja | Eredeti cím                   | Magyar cím(ek)                         |
| 1. évad 1. rész  | 1985.01.11.        | Armed and Extremely Dangerous | Fegyveres és rendkívül veszélyes       |
| 1. évad 2. rész  | 1985.01.18         | The Squeeze                   | Szorult helyzetben                     |
| 1. évad 3. rész  | 1985.01.25.        | Lucky Streak                  | Jó lapjárás                            |
| 1. évad 4. rész  | 1985.02.01         | Given to Acts of Violence     | Amikor az erőszak cselekszik           |
| 1. évad 5. rész  | 1985.02.08         | Hors de Combat                | Kettős játék                           |
| 1. évad 6. rész  | 1985.02.15         | Nowhere to Run                | Nincs menekvés                         |
| 1. évad 7. rész  | 1985.02.22         | Make Peace Not War            | Békét köss ne háborúzz!                |
| 1. évad 8. rész  | 1985.03.08         | Blind Eye                     | Szemet hunyni / Dupla szerep           |
| 1. évad 9. rész  | 1985.03.15         | Cry God for Harry             | Imádkozzatok Harryért / Harryék bajban |
| 1. évad 10. rész | 1985.03.22         | Judgement                     | Igazságszolgáltatás / Ítélet           |
| 2. évad 1. rész  | 1985.08.31         | Silver Dollar                 | Az ezüst dollár                        |
| 2. évad 2. rész  | 1985.09.07         | Wheelman                      | A sofőr                                |
| 2. évad 3. rész  | 1985.09.14         | Love You to Death             | A halálig tartó szerelem               |
| 2. évad 4. rész  | 1985.09.21         | No Surrender                  | Nem alkuszunk! / Nincs kegyelem        |
| 2. évad 5. rész  | 1985.09.28         | Tequila Sunrise               | Tequila koktél                         |
| 2. évad 6. rész  | 1985.10.05         | Blood Money                   | Véres pénz                             |
| 2. évad 7. rész  | 1985.10.12         | Set a Thief                   | Kecskére káposztát                     |
| 2. évad 8. rész  | 1985.10.19         | The Hit                       | A bérgyilkos / Az amerikai kapcsolat   |
| 2. évad 9. rész  | 1985.10.26         | In the Dark                   | A sötét játszma                        |
| 2. évad 10. rész | 1985.11.02         | The Bogeyman                  | A mumus                                |
| 3. évad 1. rész  | 1986.08.30         | The Burning (Part 1)          | Az árulás 1                            |
| 3. évad 2. rész  | 1986.09.06         | The Burning (Part 2)          | Az árulás 2.                           |
| 3. évad 3. rész  | 1986.09.13         | Jericho Scam                  | Jerikó falai                           |
| 3. évad 4. rész  | 1986.09.20         | The Prizefighter              | A nagy bunyós                          |
| 3. évad 5. rész  | 1986.09.27         | Extreme Prejudice             | A végletes elfogultság                 |
| 3. évad 6. rész  | 1986.10.04         | Bird of Prey                  | Ragadozó madár                         |
| 3. évad 7. rész  | 1986.10.11         | Out of Darkness               | A vágy tárgya                          |
| 3. évad 8. rész  | 1986.10.18         | The Cortez Connection         | A Cortez-kapcsolat                     |
| 3. évad 9. rész  | 1986.10.25         | Mantrap                       | A kelepce                              |
| 3. évad 10. rész | 1986.11.01         | Guardian Angel                | A védőangyal                           |